# رولف يان
رولف يان (بالألمانية: Rolf Jahn)‏ (و. 1927 – 2001 م) هو لاعب كرة قدم من ألمانيا، وألمانيا الشرقية، ولد في آبلدا، مركز لعبه هو حارس مرمى، توفي عن عمر يناهز 74 عاماً.

## روابط خارجية
- رولف يان على موقع قاعدة بيانات كرة القدم.إي يو (الإنجليزية)
- رولف يان على موقع ناشيونال فوتبول تيمز (الإنجليزية)
- رولف يان على موقع عالم كرة القدم.نت (الإنجليزية)